# Franciszek Cobel
Franciszek Cobel ps. „Franek”, „Wojciech Frankowski” (ur. 1853 lub 1855, we wsi Tatary nieopodal Rawy Mazowieckiej zm. 1911 we Lwowie) – działacz robotniczy i niepodległościowy.

## Życiorys
Syn Ignacego i Zuzanny Szymańskiej. Rodzina ojca wywodziła się z niemieckojęzycznych tkaczy o nazwisku Zobel. Franciszek Cobel był jednym z najwybitniejszych działaczy robotniczych I Proletariatu w czasach przywództwa Marii Bohuszewiczówny. Od 1884 założył w Łodzi, Zgierzu i w Tomaszowie Mazowieckim ponad 30 kół partyjnych. Następnie rozszerzył teren działania na Zagłębie Dąbrowskie. Został aresztowany w grudniu 1885 w Częstochowie, znaleziono przy nim materiały o warunkach pracy górników, które prawdopodobnie miały zostać opublikowane w nielegalnej gazecie robotniczej „Proletariat”. Początkowo osadzony jako jeden z kilku pierwszych więźniów w nowo wybudowanym w 1885 roku więzieniu przy ul. Długiej (obecnie Gdańskiej) w Łodzi. Podczas procesu był uwięziony w Cytadeli Warszawskiej, otrzymał wyrok dziecięciu lat zesłania w Syberii Wschodniej. Po zakończeniu kary osiadł w Galicji, brał udział w rewolucji w 1905. Następnie osiadł we Lwowie, zaangażował się w działalność Polskiej Partii Socjalno-Demokratycznej Galicji i Śląska Cieszyńskiego. Napisał dwie sztuki ludowe, używając pseudonimu Franek. Zmarł śmiercią samobójczą w 1911 we Lwowie.

## Upamiętnienie
W Tomaszowie Mazowieckim, w 1967 roku upamiętniono Franciszka Cobela umieszczając jego nazwisko obok Konstantego Koplina i Rocha Paszkowskiego na tablicy na fasadzie kamienicy przy ulicy Krzyżowej 30, miejscu tajnych spotkań XIX-wiecznych rewolucjonistów.